# Cerco de Melilha
O Cerco de Melilha de 1774 foi uma tentativa fracassada de conquistar o enclave espanhol de Melilha pelo sultão Alawide do Marrocos, Maomé III, e seus aliados ingleses. A cidade foi cercada e sitiada em 1774 por um grande exército do sultão e muitos mercenários argelinos. A cidade era defendida por uma guarnição comandada pelo irlandês Juan Sherlocke . O cerco foi quebrado por uma frota de socorro espanhola.

## Batalha
Com a promessa de ajuda militar e financeira inglesa para uma guerra contra a Espanha, o sultão Muhammad ibn Abd Allah reuniu um exército de 40 mil homens equipados com artilharia poderosa e começou a bombardear a cidade em 1774. As tropas espanholas resistiram ao cerco durante mais de 100 dias, durante os quais mais de 12.000 tiros de canhão foram disparados contra a cidade. No mesmo período uma pequena guarnição liderada por Florencio Moreno resistiu a outro exército enviado pelo sultão a Peñón de Vélez de la Gomera .
Em 1775, um navio inglês com material de guerra com destino a Melilla foi interceptado pela marinha espanhola, marinha espanhola que então chegou à cidade; ao mesmo tempo, os otomanos da regência de Argel começaram a invadir as fronteiras orientais de Marrocos e os mercenários argelinos desertaram, de modo que Sherlocke começou a romper o cerco, que finalmente terminou em março de 1775. O fim do cerco é lembrado pelos espanhóis como "Nuestra Señora de la Victoria".
Com a Paz de Aranjuez em 1780, Marrocos reconheceu a soberania espanhola sobre Melilla em troca de algumas concessões territoriais.